# Plater (herb szlachecki)
Plater – herb szlachecki.

## Opis herbu

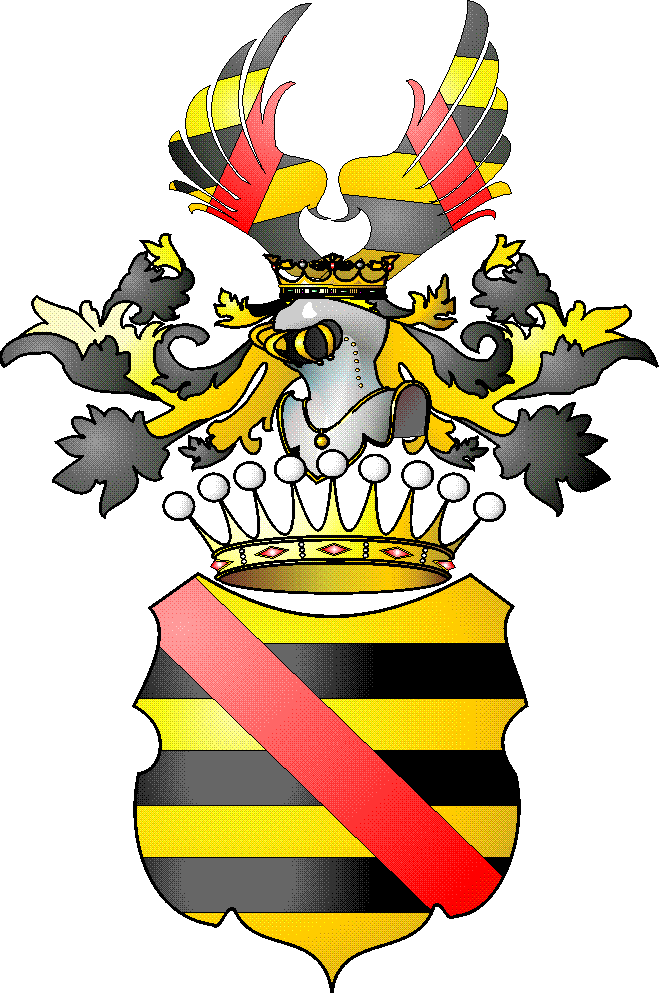
odmiana hrabiowska I

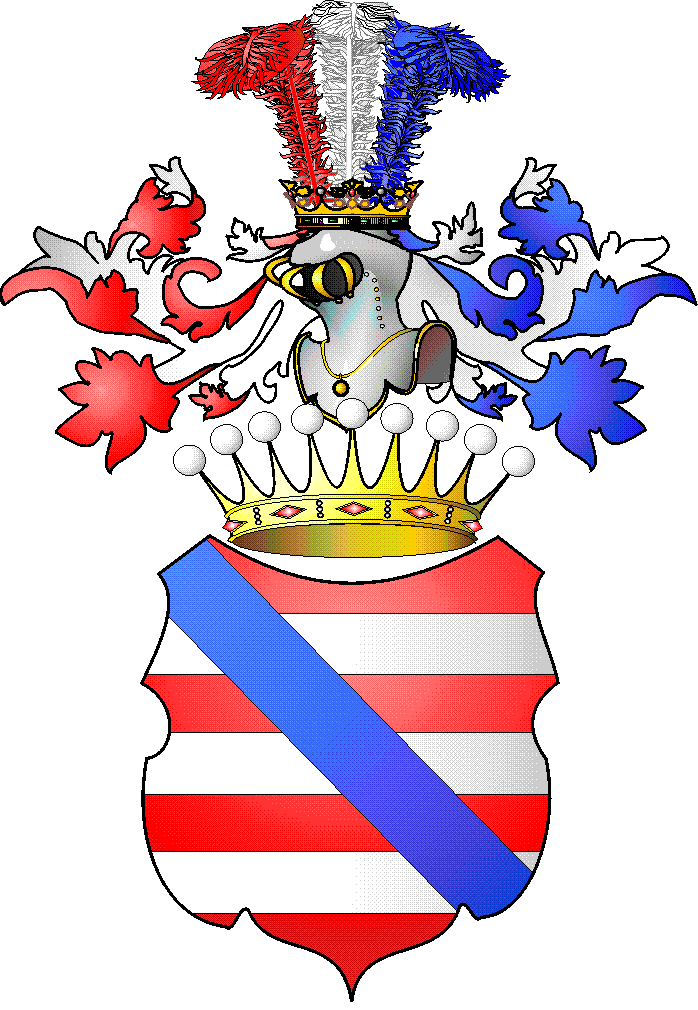
odmiana hrabiowska II

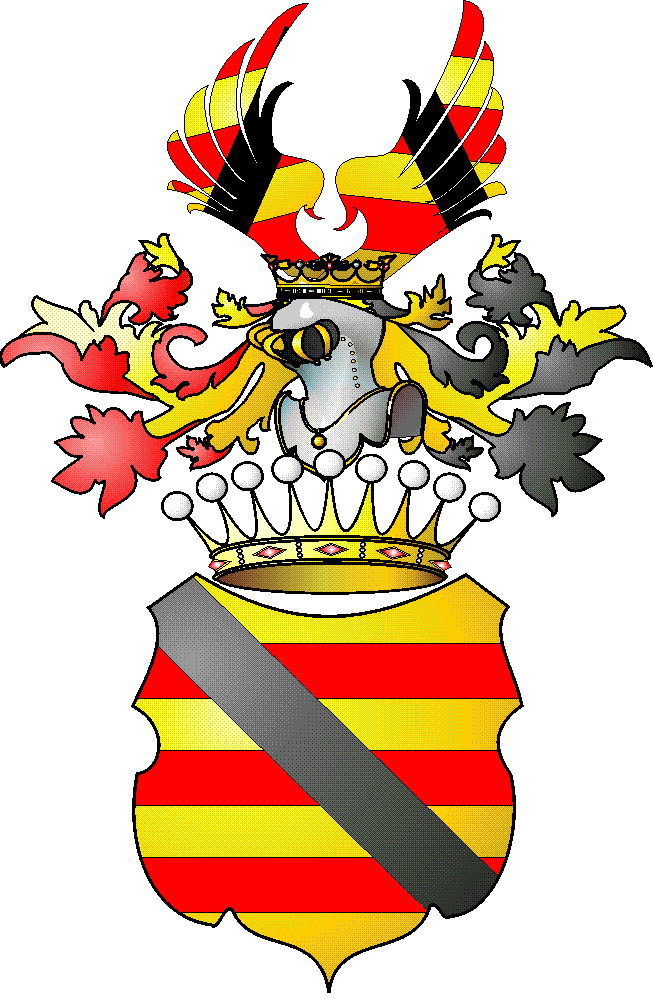
odmiana hrabiowska III

Herb Plater-Zyberk

Przedstawia trzy pasy srebrne w polu czerwonym, na nich położony skos srebrny. W klejnocie trzy strusie pióra, srebrne między czerwonym i błękitnym.
Odmiany herbu:
- Plater II – w tarczy czerwonej, dwa pasy srebrne, na nich prawo skośny srebrny. Klejnot niewiadomy, odmiana z pieczęci z 1533.
- Plater hrabia I – w polu złotym trzy pasy czarne, na nich prawo skośny pas czerwony. Nad tarczą korona hrabiowska, nad nią hełm z koroną szlachecką, w klejnocie dwa skrzydła złote z trzema pasami czarnymi, przecięte pasami czerwonymi, lewo skośnym na skrzydle prawym, prawo skośnym na lewym. Odmiana przysługująca gałęzi Platerów, z której Konstanty Ludwik, starosta inflancki i Kazimierz Konstanty, podkanclerzy litewski, otrzymali w 1758 i 1772 tytuł hrabiowski Rosji.
- Plater hrabia II – w tarczy czerwonej trzy srebrne pasy, na nich pas błękitny prawo skośny. Nad tarczą korona hrabiowska, powyżej hełm ukoronowany z trzema strusimi piórami, srebrnym, między czerwonym i błękitnym. Odmiana według herbarza J. Siebmachera, przysługująca gałęzi która rzekomo otrzymała tytuł hrabiowski w Królestwie Galicji w 1774[1]
- Plater hrabia III – w tarczy złotej trzy czerwone pasy, na nich pas czarny prawo skośny. Nad tarczą korona hrabiowska, i hełm ukoronowany koroną szlachecką, w klejnocie skrzydła złote z trzema czerwonymi pasami na każdym, przekreślone czarnym skosem prawym na lewym skrzydle, i symetrycznie na drugim. Labry podbite złotem czarne z lewej czerwone z prawej strony. Tarczę podtrzymują z dwóch stron dwaj zbrojni rycerze. Pod tarczą dewiza: „Melior Mors Macula”[2].
- Plater-Zyberk – w tarczy złotej ze złotą bordiurą trzy czarne pasy, na nich pas czerwony, prawo skośny, w tarczy sercowej czarnej, ze złotą bordiurą, koło złote o sześciu szprychach. Nad tarczą korona hrabiowska, nad nią hełm ukoronowany, klejnot jak w odmianie Plater hrabia I. Labry czarne podbite złotem. Odmiana przysługująca gałęzi Platerów z której Michał, ożeniony z Izabellą Syberżanką, córką wojewody inflanckiego Jana Tadeusza Syberga, ostatnią z rodu, otrzymał w 1803 pozwolenie od cara Aleksandra I na dołączenie nazwiska Syberg (Zyberk) do swego i udostojnienie herbu herbem żony w tarczy sercowej.

## Herbowni
Plater, Broël-Plater, Plater-Zyberk

## Postacie historyczne rodu
- Gotard Jan Plater (zm. 1664) – major, magister artylerii
- Jan Andrzej Plater (1626–1696) – starosta, poseł, wojewoda
- Ferdynand Fabian Plater (1678–1739) – marszałek nadworny litewski
- Jan Ludwik Plater (zm. 1736) – wojewoda inflancki
- Konstanty Ludwik Plater (1722–1778) – starosta, kasztelan
- August Hiacynt Plater (1745–1803) – marszałek konfederacji targowickiej
- Józef Wincenty Plater (1745–1806) – pisarz polny litewski, kasztelan
- Kazimierz Konstanty Plater (1749–1807) – starosta, kasztelan, pisarz, targowiczanin
- Ludwik August Plater (1775–1846) – polski działacz polityczny, powstaniec kościuszkowski
- Ludwik Kazimierz Plater (1844–1909) – polski ziemianin, przemysłowiec, działacz gospodarczy
- Konstanty Plater (1778–1849) – marszałek szlachty
- Stanisław Plater (1784–1851) – oficer, historyk, geograf
- Adam Antoni Plater (1790–1862) – ziemianin, polihistor, zoolog
- Emilia Plater (1806–1831) – oficer powstania listopadowego (zobacz też: platerówki)
- Lucjan Stanisław Plater (1808–1857) – powstaniec listopadowy
- Henryk Ludwik Plater (1817–1868) – polski duchowny
- Leon Plater (1836–1863) – powstaniec styczniowy, rozstrzelany w Dyneburgu
- Cecylia Plater-Zyberk (1853–1920) – działaczka społeczna, pedagog i publicystka
- Zygmunt Plater-Zyberk (1901–1978) – architekt
- Kazimierz Plater (1915–2004) – polski szachista
- Marek Plater-Zyberk (1956–2004) – twórca znanych kampanii reklamowych